# Manuel Antonio Hernández Gutiérrez
Manuel Antonio Hernández Gutiérrez (San José, 1941) diplomático costarricense. Se graduó de licenciado en Derecho en la Universidad de Costa Rica e ingresó al Ministerio de Relaciones Exteriores y Culto el 1 de mayo de 1966. Casó con Victoria Guardia Alvarado, también embajadora de carrera de Costa Rica.
Desempeñó numerosos cargos diplomáticos, entre ellos los de director general de Protocolo y Ceremonial del Estado y embajador de Costa Rica en Colombia, Chile, Uruguay, Francia, la Santa Sede, la Orden de Malta, Italia, Grecia y Chipre. Ha sido condecorado por la Santa Sede y varios países. Se jubiló en 2006. También ha sido profesor del Instituto diplomático de la Cancillería costarricense. Es autor de un libro sobre inmunidades diplomáticas.